# Истории Райли
«Исто́рии Ра́йли», или «Де́вушка познаёт мир» (англ. Girl Meets World) — американский ситком, рассказывающий о жизни двенадцатилетней Райли Мэттьюз и её лучшей подруги Майе Харт. Шоу является продолжением классического ситкома 1990-х «Парень познаёт мир». Оригинальный сериал рассказывает о Корнелиусе «Кори» Мэттьюз и его отношениях с Топангой Лоуренс и их последующей семейной жизни. Бен Сэвидж и Даниель Фишел, играющие Кори и Топангу, повторяют свои роли в новом сериале, являясь в нём родителями главной героини, Райли Мэттьюз. Её отец стал учителем средней школы (Райли тоже является его ученицей), а её мать — адвокатом, она получает часть собственности старого мира пекарни в первом эпизоде сезона. Другие члены актёрского состава более раннего шоу имеют либо повторяющиеся роли, либо периодически появляются в новом сериале. Премьера сериала состоялась 27 июня 2014 года.

## Сюжет
Сериал рассказывает о приключениях их дочери Райли и её лучшей подруги Майе Харт, которые только пошли в седьмой класс. В шоу также фигурируют их одноклассники Лукас, Фаркл и младший брат Райли — Огги. Действия сериала происходят в Нью-Йорке, куда переехали Кори и Топанга в финальной серии сериала «Парень познаёт мир».

## Актёры и персонажи

### Основной состав
- Роуэн Бланчард — Райли Мэтьюз, тринадцатилетняя девочка (16 на конец сериала), дочь Топанги и Кори, старшая сестра Огги. Её отец — также её учитель истории в седьмых классах, где она часто находится в центре внимания. Райли очень похожа на отца. Она вечно в поисках себя. Вместе со своей лучшей подругой Майей Харт она посещает среднюю школу, и ищет новых друзей. Её лучшие друзья Лукас и Фаркл. Причём она влюблена в Лукаса и они идут на первое свидание в серии «Girl meets first date»[3], где у них случается первый поцелуй. В 3 сезоне переходит в старшую школу, где также долго не могла найти своё место. Во втором сезоне она врёт, что не испытывает к Лукасу никаких чувств, что приводит к глобальным последствиям: Лукас начинает встречаться с Маей, и в заключительной серии второго сезона про Новый год Фаркл даёт ей 24 часа, чтобы признаться Лукасу в чувствах. Но она не успевает, и Фаркл сам признаётся, объясняя это тем, что не хочет, чтобы его лучшая подруга, о которой он так сильно печётся, начинала Новый год со лжи. Но в третьем сезоне Лукас предлагает ей встречаться, на что она соглашается.
- Бен Сэвидж — Кори Мэтьюз, отец Райли и Огги, муж Топанги. Был главным героем в сериале «Истории о мальчике». Он — учитель истории и математики в средней школе имени Джона Куинси Адамса, и проводить уроки ему часто помогает его дочь вместе со своими друзьями. Его черты характера очень похожи на черты характера Райли[3]. В одно время не долюбливал Фаркла (за то, что его отец Стюарт Минкус — старый враг) и Лукаса (потому что в него влюблена его дочь). Ценит каждого родного и близкого, повзрослев с концом целой эры «Истории о мальчике».
- Сабрина Карпентер — Майя Харт, лучшая подруга Райли. Она своенравная и мятежная, что часто показывает в школе. Майя не самая лучшая ученица в школе. Кори Мэтьюс часто выступает в роли отца Майи, которого у неё никогда не было. Майя думает, что знает все на свете. В 13 серии 3 сезона выясняется, что она ирландского происхождения. Её второе имя в сериале — Пенелопа[3]. В первом сезоне влюбляется в Джоша. Во втором сезоне понимает, что влюблена в Лукаса. Позже, когда Райли дала своё «одобрение», она начинает встречаться с ним. Позже в третьем сезоне она свободна в связи с последней серией второго сезона про Новый год. Но Джош признаётся, что его симпатия к ней взаимна и что он готов с ней встречаться только когда она подрастёт, тем самым не изменяя своим принципам. Во втором сезоне, когда Кори задаёт им задание простить знакомого или родного, то она пытается сделать отчаянный шаг: простить своего родного отца в том, что он когда-то бросил свою семью. Но ей оказалось очень тяжело это сделать. Также в первом сезоне она знакомится с Шоном Хантером, также одним из главных героев времён «Истории о мальчике». И их статус «знакомый» быстро переходит в «лучший друг» так как они очень похожи характерами и судьбами. Но в третьем сезоне, когда он делает предложение её маме, её отношение к нему временно меняется на негативное, опасаясь, что Шон однажды также бросит её, как и её родной отец. Осознав, что он никогда не причинит боль и их супружеские отношения зависят только от судьбы. После их свадьбы становится его падчерицей.
- Пейтон Майер — Лукас Фрайер, лучший друг и любовный интерес Райли. Родился в Остине, штат Техас, и является «ковбоем в городе». В нём присутствуют хорошие манеры и здравый смысл. Лукас считает своим лучшим другом Фаркла. В одной из серий говорится, что он был исключён из школы в Остине из-за драки, и ему пришлось заново поступать в седьмой класс[3]. В заключительной серии первого сезона он целуется с Райли, но решили остаться друзьями. Потом он узнаёт, что в него влюблена Майя, встречается с ней. Осознав, что ему с ней некомфортно, выбирает в пользу Райли и в третьем сезоне предлагает ей стать парой, на что та отвечает взаимностью.
- Август Матуро — Огги Мэтьюз, сын Топанги и Кори, пятилетний брат Райли. Когда он вырастет, он хочет быть похожим на своего отца. В одном из эпизодов говорится, что его полное имя — Август[3]. «Муж» Авы.
- Даниель Фишел — Топанга Мэтьюз, мать Райли и Огги, жена Кори. Она была подругой детства Кори, а затем его школьной любовью. Топанга — адвокат и замечательная и суровая, но заботливая мама двух детей[3]. В детстве была также любовным интересом и Стюарта Минкуса.
- Кори Фогельманис — Фаркл Минкус, учится в одном классе с Майей, Райли и Лукасом. Очень умный, хорош во флирте, но ещё и эксцентричный. Знаком со всеми девушками на районе. Близкий друг Майи и Райли, но также увлечён ими обеими. Является сыном Стюарта Минкуса, бывшего одноклассника Кори и Топанги, на которого он очень похож. В 13 серии 3 сезона выясняется, что его предок был беженцом из Дании во время Второй Мировой войны, о чём говорит датчанская фамилия. На самом деле датчанская семья Минкусов усыновила и спасла прадеда Фаркла; у Фаркла еврейские корни. Очень печётся о своём обучении и оценках в школе. Во втором сезоне после теста на профориентацию выясняется, то что у него есть подозрение на аутизм, после чего он считает, что их дружба под угрозой. На что друзья уверенно отвечают, что их это не волнует и считают, что он прекрасный человек. После чего его также поддерживает его старый враг Смакла. Но после теста выясняется, что Фаркл не страдает аутизмом. Оказалось, Смакла поддерживала его, потому что у неё тоже это расстройство, и это сблизило её и Фаркла. После чего они начинают романтические отношения.

### Второстепенный состав
- Райдер Стронг — Шон Хантер
- Уильям Дэниэлс — Джордж Фини
- Уильям Расс — Алан Мэтьюз
- Бетси Рэндл — Эми Мэтьюз

### Периодические роли
- Шерил Тексьера — Кэти Харт, мама Майи. Работает официанткой в Nightawk Diner. Кэти часто терпит неудачи в том, чтобы показать Майе, как она для неё важна, считая, что является помехой в жизни дочери. Её отношения улучшаются на протяжении сезона. В третьем сезоне выходит замуж за Шона.
- Ава Колкер — Ава, шестилетняя «жена» Огги. Любит манипулировать людьми, убеждает Огги, что тот должен делать все, что она скажет, потому что она старше. Ава не обращает внимания на то, как это влияет на Огги. Топанга очень недолюбливает Аву. В третьем сезоне её родители разводятся, на что находит утешение со стороны не только Топанги, но и остальных главных героев сериала, включая особенно Майю.
- Урия Шелтон — Джошуа Мэтьюз, брат Кори, зять Топанги, дядя Райли и Огги. Появляется на свет в конце сериала «Истории о мальчике». В спин-оффе — в первом. Любовный интерес Майи. Поступает в универ во втором сезоне. В третьем признаётся, что также испытывает чувства к Майе, но всё равно просит подождать её, пока она не вырастет.

## Эпизоды
| Сезон | Сезон | Эпизоды | Оригинальный показ | Оригинальный показ |
| Сезон | Сезон | Эпизоды | Начало сезона      | Финал сезона       |
| ----- | ----- | ------- | ------------------ | ------------------ |
|       | 1     | 21      | 27 июня 2014       | 17 апреля 2015     |
|       | 2     | 30      | 11 мая 2015        | 11 марта 2016      |
|       | 3     | 21      | 3 июня 2016        | 20 января 2017     |

## Критика
Сериал получил положительные отзывы от кинокритиков. На сайте Rotten Tomatoes фильм имеет рейтинг 82 % на основе 17 рецензий со средним баллом 7.3 из 10. На сайте Metacritic фильм имеет оценку 64 из 100 на основе 10 рецензий критиков, что соответствует статусу «в целом положительные отзывы».